# Lill-Abborrtjärnen, Härjedalen
Lill-Abborrtjärnen är en sjö i Härjedalens kommun i Härjedalen och ingår i Ljusnans huvudavrinningsområde.